# Mascherata (film 1934)
Mascherata è un film del 1934 diretto da Willi Forst.
Si tratta di un film-operetta ed un classico del cinema in lingua tedesca. Il copione, un buon esempio del genere "film viennese", fu scritto da Walter Reisch e da Willi Forst, che ne fu anche regista. La prima in Germania ebbe luogo a Berlino il 21 agosto 1934 e quella austriaca a Vienna poco più di un mese dopo, il 26 settembre.

## Trama
La vicenda si svolge nel mondo dell'alta società viennese verso il 1900. Dopo un ballo in maschera di carnevale, Gerda Harrandt, moglie del chirurgo Carl Ludwig Harrandt, acconsente a che l'affascinante pittore Ferdinand von Heidenick la dipinga vestita solo di una muffola e con una maschera sul volto. La muffola tuttavia appartiene ad Anita Keller, amante segreta del pittore ma anche fidanzata del direttore d'orchestra Paul Harrandt, fratello del marito di Gerda.
Il dipinto viene pubblicato sul giornale. Quando Paul lo vede e pone alcune domande a von Heidenick sull'identità della modella, l'artista è costretto ad improvvisare una storia e sul momento s'inventa anche un nome per la presunta modella, Leopoldine Dur. Questo per altro si rivela appartenere ad una giovane donna in carne ed ossa, della quale Heidenick farà conoscenza poco dopo. Ciò rende l'amante del pittore, Anita, talmente gelosa da sparare all'artista, che tuttavia sopravvive e viene curato fino alla guarigione proprio dalla vera Leopoldine Dur, della quale egli s'innamora. Naturalmente la vera identità della modella resta un mistero.

## Contesto
Nel febbraio del 1934, nel bel mezzo del breve conflitto fra repubblicani ed estrema destra austriaca, Walter Reisch e Willi Forst scrissero il copione di Maskerade nell'Hotel Kranz-Ambassador in Vienna. Le riprese del film iniziarono nello stesso mese presso gli studi della Rosenhügel Film della Sascha-Film. Si trattava solo della seconda esperienza di Willi Forst come regista, ma resta ciò non di meno il suo capolavoro. Fu anche il primo film importante per la già nota attrice di teatro Paula Wessely.

## Produzione
Dato che i microfoni di allora non erano molto sensibili, essi dovevano essere tenuti il più vicino possibile agli attori. Tuttavia essi erano di dimensioni molto maggiori degli attuali, dovevano essere tenuti celati, altrimenti la loro sagoma avrebbe marcato un'ombra ben visibile con le intense luci di scena. Così furono posti dietro ogni sorta di oggetto presente in scena quali poltrone, librerie e vasi. Gli attori dovevano essere costantemente sollecitati a parlare con voce alta, il che creava numerosi problemi nelle scene in cui, per esigenze di copione, era necessario parlare a bassa voce.
Essenziale per il successo del film fu il contributo di un virtuoso della macchina da presa degli anni trenta, Franz Planer, per i suoi vivaci e bei giochi di luce. Le scene furono curate da Oskar Strnad, un gran nome della scenografia austriaca contemporanea e lettore presso l'allora Scuola d'Arte pubblicitaria di Vienna (Wiener Kunstgewerbeschule, ora  Universität für angewandte Kunst Wien, cioè Università per l'Arte applicata di Vienna), assistito da Emil Stepanek. Al disegno dei costumi di Strnad comunque Forst preferì quelli di Gerdago, i cui vestiti di Paula Wessely contribuirono sia al successo del film che a quello personale dell'attrice.

## Remake

### Escapade
Il grande successo del film spinse ad un remake per il mercato statunitense: nel 1935 il regista Robert Z. Leonard girò Escapade, con il medesimo soggetto e la sceneggiatura dello stesso Walter Reisch.

### Operetta
Alla fine degli anni settanta Reisch scrisse un'operetta sul film Maskerade con il cugino Georg Kreisler, che ne compose la musica. (A Robert Stolz fu inizialmente affidata la colonna sonora, ma egli, già novantacinquenne, morì nel 1975, proprio appena iniziato il lavoro). La prima ebbe luogo nel 1983, in occasione del Festival di Vienna, e fu rappresentata nel Theater in der Josefstadt, sotto la direzione musicale di Kreisler, rimase in cartellone a teatro affollato per due stagioni, ma non venne poi più rappresentata. Reisch purtroppo non visse abbastanza per vedere la sua operetta sul palcoscenico: ammalatosi, morì a Los Angeles il 28 marzo 1983.

## Riconoscimenti
Il film ottenne il premio per la miglior sceneggiatura alla Mostra Internazionale d'Arte Cinematografica di Venezia svoltasi dal 1º al 20 agosto 1934.